# 2-オクタノン
2-オクタノン（英語: 2-octanone）は、化学式が CH
3C(O)C
6H
13 で表される有機化合物である。無色の揮発性液体で、香料産業で使われるため工業生産されている。3種あるオクタノン異性体の1つで、他に3-オクタノンと4-オクタノンが存在する。多くの調理済み食品に含まれ、微量ではあるが、一般的な成分である。

## 合成
アセトンとペンタナールを縮合し、アルケンを水素化することで合成する。1-オクテンの選択的酸化でも合成できる。